# Pterogenia fascifrons
Pterogenia fascifrons är en tvåvingeart som beskrevs av Meijere 1916. Pterogenia fascifrons ingår i släktet Pterogenia och familjen bredmunsflugor. Inga underarter finns listade i Catalogue of Life.